# ジェイミー・ブース
ジェイミー・ブース（Jamie Booth、1994年9月14日 - ）は、スーパーラグビー・ハリケーンズ所属のラグビーユニオン選手。

## プロフィール
- ニュージーランド・パーマストンノース出身。
- ポジションはスクラムハーフ(SH)、スタンドオフ(SO)。
- 身長 171cm、体重 92kg

## 略歴
パーマストンノースボーイズ高校卒業後、マナワツ、ブルーズ、ニューカッスル・ファルコンズ、ハイランダーズ、ハリケーンズを経て、2018年12月、サンウルブズに追加召集された。
翌2019年、ハリケーンズに復帰。